# Sistema de color de Munsell

El sistema de color Munsell, que muestra: un círculo de tonalidades en el valor 5 croma 6; los valores neutros de 0 a 10; y los cromas del azul púrpura (5PB) en el valor 5.

El sistema de Color de Munsell (Munsell Color System) fue elaborado por el pintor y profesor de arte, Albert Henry Munsell (1858-1918) en sus libros A Color Notation (1905) y Atlas of Munsell Color System (Atlas del sistema de color Munsell, 1915).

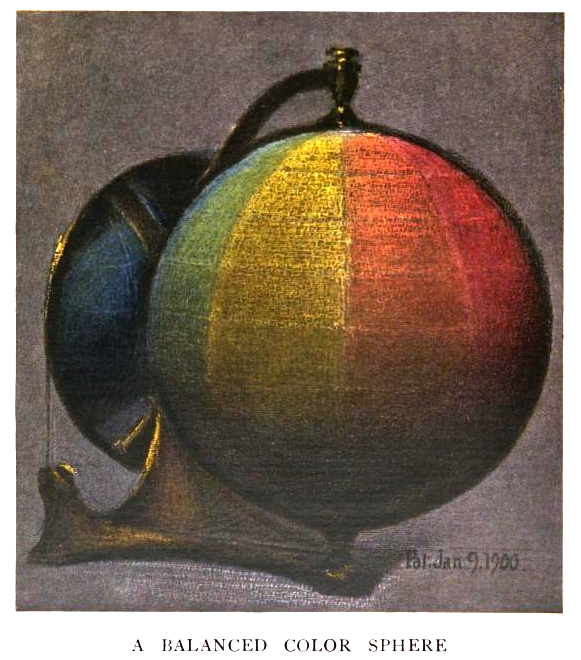
Modelo de Munsell de 1905.

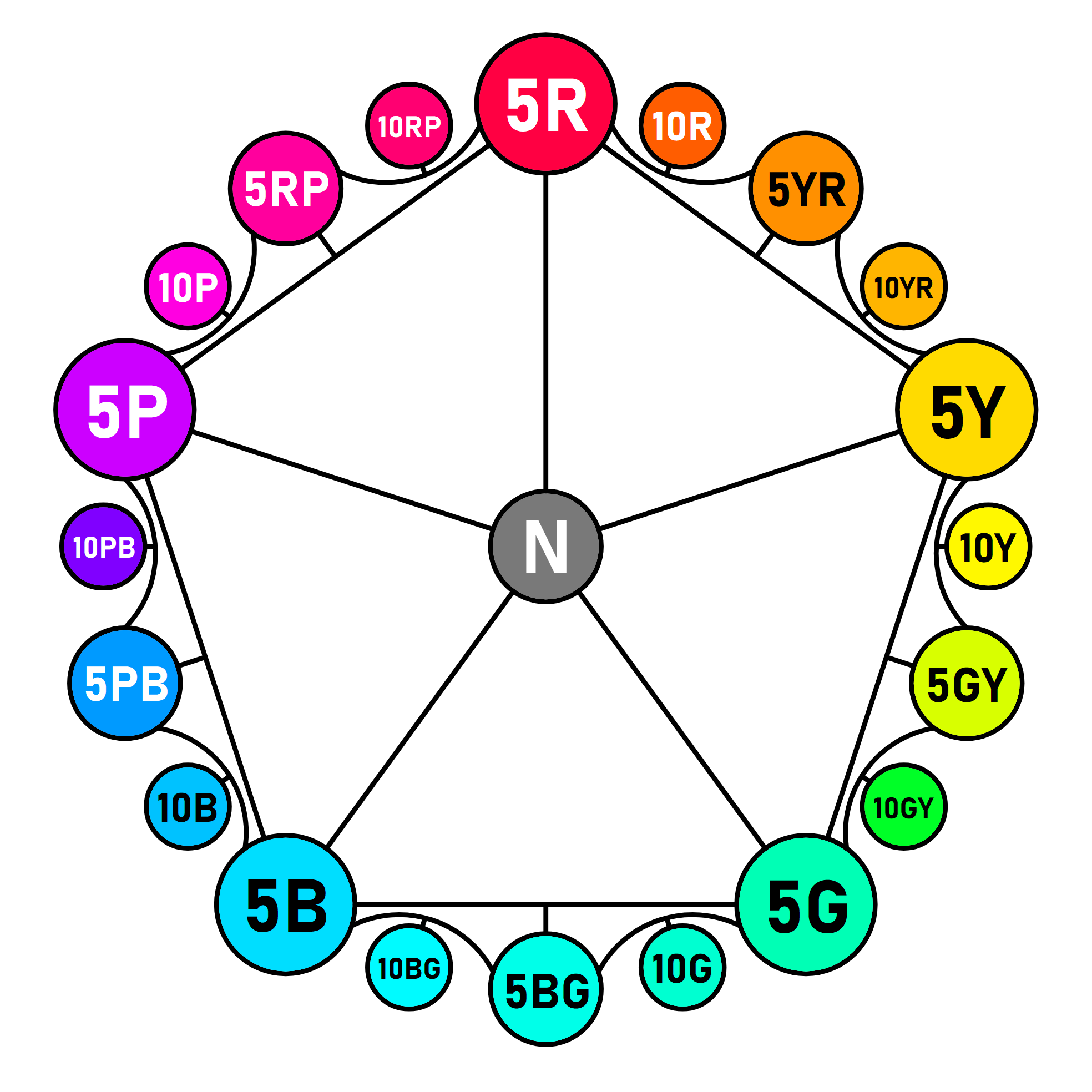
Círculo cromático de Munsell de 20 tonos.

Este sistema también es llamado "Árbol de Color de Munsell" por la disposición de las tres dimensiones del color que dan un modelo de cualidad esférica irregular.
Fue adoptado por el USDA (Departamento de Agricultura de los Estados Unidos) como un sistema oficial para medición del color en 1930. En la práctica el sistema lo usan sobre todo los fabricantes de pinturas, que utilizan las muestras publicadas por su autor como punto de referencia.
Se basa en una disposición ordenada en un sólido tridimensional, en este caso la esfera de Munsell, que depende de la medida de las propiedades del color, las cuales se grafican sobre tres ejes que corresponden a: 
- Tono o matiz es el espectro cromático tomando como muestra de medición el tipo de colorido relacionado con la longitud de onda dominante del color y la cualidad que lo distingue de los demás,
- Valor, que mide la claridad u oscuridad, esta escala también es llamada "Escala o Valor Tonal" o "Claroscuro", y
- Croma, que mide la intensidad o pureza del color, lo que va desde la ausencia del colorido que se observa en los colores neutros (escala de grises), hasta los colores más vivos.

Este sistema es la base de lo que hoy conocemos como las Tres Dimensiones del Color y ha sobrevivido al influir en espacios de color modernos como CIELAB, CIECAM02 HSB (Hue-Saturation-Brightness) HSV (Hue-Saturation-Value modelo creado por Alvy Ray Smith) y HSL (Hue-Saturation-Lightness).
Tono o Matiz (Color): En este sistema está representado por un esquema circular posicionado al centro del modelo. Este círculo no es muy diferente a la mayoría de los círculos cromáticos que se emplean comúnmente en las escuelas de arte. Toma como base para la organización de los tonos los 360 grados del círculo, disponiendo cada muestra de color en una lógica secuencial. Así el rojo corresponde al 0 y al 360, cada 120 grados serían representados por los llamados "Colores Primarios" y en sus pasos intermedios estarían los llamados "Colores Secundarios".
Luminosidad o Valor: Munsell designó para la medición de esta cualidad del color una escala de 10 pasos en donde el 0 correspondería al negro (o ausencia de luz) y el 10 correspondería al blanco. En el modelo de Munsell esta escala corresponde al tronco de su "Árbol de Color".
Saturación o colorido: En este modelo la descripción del rango o número de pasos en la escala del croma de cada color se ejemplifica en la forma de una rama de este "Árbol de color", la longitud de este depende de la frecuencia del color muestra. La frecuencia más baja del espectro, o longitud de onda más alta, la tiene el rojo con aproximadamente ʎ=770 nm (nanómetros).